# Harry Jelínek
Josef Harry Jelínek (14. října 1905 Vlašim – 1986 Guarene d‘Alba, Itálie) byl podvodník, kolaborant, žurnalista a malíř.

## Život

### Mládí
Narodil se do rodiny vlašimského lékaře Karla Jelínka, jako prvorozený syn. Jeho otec měl ve Vlašimi zavedenou lékařskou praxi a kromě toho byl zámeckým lékařem Auerspergů, kterým do roku 1945 patřil zámek Vlašim. Spolu se syny Auerspergů se v mládí učil angličtinu a francouzštinu. Po první světové válce začal studovat na gymnáziu v Benešově, kde začal používat křestní jméno Harry. V prospěchu nevynikal a rodiče ho raději převedli na gymnázium do Prahy. Nakonec dostudoval na reálce v pražském Karlíně, maturoval ve svých jednadvaceti letech v roce 1926.[zdroj?]

### V období první republiky
Na přání otce začal studovat medicínu, studia nedokončil. Traduje se, že se nechával titulovat jako doktor, v dobovém tisku ale byl dohledán pouze titul MUC. (tj. kandidát všeobecného lékařství). V Praze na konci 20. let 20. století vedl poměrně nákladný život a živil se jako příležitostný gigolo. V roce 1928, kdy otec zjistil, že studia medicíny nepokračují a zastavil přísun peněz, si otevřel firmu pro obchod se starožitnostmi a uměleckými předměty, ve kterém prodával mnoho falzifikátů, včetně padělků Lucase Cranacha, Paula Cézanna a Henryho Matisse. Tento podnik působil v podstatě nezákonně až do roku 1937. Za tu dobu bylo na něho podáno 501 žalob pro podvody. Nicméně soudnímu postihu podvodník unikal. 
Koncem 20. let závodil na motocyklu, účastnil se např. 10. února 1929 II. zimní motocyklové soutěže Autoklubu RČs na sidecaru Brough-Superior (třída přes 600 ccm). Absolvoval ji "úspěšně", což znamená, že ujel celou trať průměrnou rychlostí, která byla nejvýše o 10% nižší než celková průměrná rychlost. Na stejném stroji se účastnil i klubovního závodu (součást slavného závodu Zbraslav – Jíloviště), kde dojel v třídě do 750 ccm na 2. místě. Startoval i na Velké motocyklové soutěži 1929. Tříetapová soutěž začínala v Praze, II. etapa z Tatranské Lomnice a poslední z Bratislavy zpět do Prahy, celkem přes 1500 km. Harry Jelínek nedojel již 2. etapu, kdy již před Rožňavou se zdržel pádem a odpadl. Na motocyklových závodech se seznámil se začínajícím Jiřím Kristianem Lobkowiczem (1907–1932), který se koncem 20. let rovněž věnoval závodům motocyklů.
Od roku 1933 byl Harry Jelínek členem zednářské lóže, v létě 1933 při návštěvě Berlína absolvoval první kontakty s nacisty a v roce 1936 se nechal naverbovat jako agent tajnou službou SD, pro kterou potom pracoval i během Protektorátu Čechy a Morava.[zdroj?]
Roku 1935 vystupoval jako zástupce maďarského šlechtice Andrassyho a nabízel bezcenné obrazy.

### „Prodej“ Karlštejna
Historka o prodeji Karlštejna zlidověla a existuje v několika obměnách. Není však prokázáno, zda se prodej skutečně uskutečnil a která z verzí je pravdivá. Jedna z nich je tato:
V roce 1931 se Lobkovicové snažili prodat část roudnické galerie americkému průmyslníkovi, aby získali peníze na věno pro komtesu Ludmilu. S tímto obchodem pomáhal přímo Jiřímu Lobkowiczovi na zámku v Roudnici nad Labem. Obchod se nakonec neuskutečnil, ale průmyslníci projevili zájem o koupi nějakého rodinného sídla, čím staršího, tím lepšího. Jiří Lobkovic ho oslovil jako barona a připomněl mu, že přece chce prodat svoje rodinné sídlo, hrad Karlštejn. Tady začal jeden z největších podvodů první republiky. Podařilo se mu kastelána hradu Karlštejn pana Slámu (není doložen v seznamu kastelánů) přesvědčit historkou o přípravě natáčení filmu a získal možnost hrad po dva pondělky využívat. Američtí průmyslníci byli na hradě uvítáni s veškerými poctami, sborem pážat, což byly najaté sboristky z německého divadla, lahůdky dodala firma Lippert. Nakonec on sám inkasoval od průmyslníků 30 000 dolarů za výlohy a domluvili se na prodeji Karlštejna.
Američan složil zálohu zhruba 2,5 milionu korun. Záloha byla v dolarech a to 30 tisíc dolarů.
Za tradované a neprokázané je považováno vyprávění o pokračování prodeje Karlštejna:
Vzhledem k tomu, že americký průmyslník chtěl obchod z reklamních důvodů utajit, cítil se Jelínek poměrně bezpečně, ale přesto se z Československa raději uchýlil do jugoslávského Splitu. Přece jen hrozilo nebezpečí, že během pobytu v Československu vyjde pravda o Karlštejnu najevo. Ve Splitu ovšem shodou neuvěřitelné náhody svoje obchodní partnery potkal a ještě jim stačil prodat půjčenou jachtu za 10 000 dolarů. Když s ní američtí obchodníci dojeli do Terstu, byli velmi překvapeni reakcí majitele a hned začali zjišťovat, jak je to s prodejem Karlštejna. Pravdu se přes amerického konzula v Praze dověděli velmi rychle a aby unikli ostudě, nepodali na Harryho ani trestní oznámení. V roce 1938 se Harry Jelínek měl ještě pokusit prodat jednu z pražských tramvajových linek. Trestní oznámení jako přímý důkaz opět neexistuje.
Podle jedné verze se Jelínek s Amerčanem setkali na námořním parníku.

## Druhá světová válka
V roce 1938 se oženil s dcerou nakladatele Františka Bačkovského Ludmilou. Ještě téhož roku se stal prokuristou a společníkem Evropského vydavatelstva, nakladatelského podniku Lídy Jelínkové-Bačkovské (bývalého nakladatelství Bačkovský). Evropské vydavatelstvo fungovalo až do roku 1947. V době působení Harryho Jelínka vydávalo Evropské vydavatelstvo též antisemitskou a nacistickou literaturu. Nakladatelství vydalo například Česko-německý slovník, jehož autorem byl on sám, knihu Antonína Bouchala Beneš atentátník, román Felixe Cámary Dívka v modrém, nebo antisemitskou knihu Dietera Schwarze Světové židovstvo.
Od začátku Protektorátu otevřeně podporoval okupaci a spolupracoval kromě SS i s gestapem. V roce 1939 se účastnil cesty českých a německých novinářů do dobytého Polska.[zdroj?] V listopadu 1941 byl v Praze ve večerních hodinách přepaden a pobodán členem odboje. 

### ČasopisZnova
Evropské vydavatelstvo vydávalo rovněž antisemitský časopis Znova, vycházející od října 1938 do roku 1943, jehož byl Harry Jelínek šéfredaktorem a autorem řady příspěvků, nejprve pod pseudonymem (pravděpodobně Politicus), později pod vlastním jménem. Časopis kritizoval Ferdinanda Peroutku a Edvarda Beneše, seznamoval s historií a kulturou Německa a zastával antisemitské postoje. Od počátku války vystupoval proti Velké Británii a naopak obdivně psal o představitelích nacistického Německa.

### Závěr války
Po rozvodu s Lídou Jelínkovou-Bačkovskou v roce 1944 založil další nakladatelský podnik, nazvaný Jelínek; vydal však pouze dvě publikace – knihu vzpomínek známého antisemity Karla Rélinka Pražská bohema, a Josefinismus a jeho dějiny od Eduarda Wintera.
Na konci Protektorátu se prokazoval českým obchodníkům jako příslušník gestapa a pod různými záminkami je okrádal o zboží. Dne 17. dubna 1945 utekl do Bavorska. Zemské velitelství zažádalo o Jelínkovo zajištění až 20. 11. 1945. Údajně žil ve Spolkové republice Německo a zemřel v roce 1986 v Itálii.

## Odrazy v populární kultuře
- Na motivy legendárního prodeje Karlštejna byl natočen v roce 1981 televizní film Velká sázka o malé pivo[19]
- O životě Harryho Jelínka byly napsány publikace i články v tisku, které se převážně věnují jeho podvodnické části života.